# Humes-Jorquenay
Humes-Jorquenay és un municipi francès situat al departament de l'Alt Marne i a la regió del Gran Est. L'any 2007 tenia 580 habitants.

## Demografia

### Població
El 2007 la població de fet de Humes-Jorquenay era de 580 persones. Hi havia 225 famílies de les quals 63 eren unipersonals (24 homes vivint sols i 39 dones vivint soles), 83 parelles sense fills, 75 parelles amb fills i 4 famílies monoparentals amb fills.
La població ha evolucionat segons el següent gràfic:
Habitants censats

### Habitatges
El 2007 hi havia 260 habitatges, 241 eren l'habitatge principal de la família, 11 eren segones residències i 8 estaven desocupats. 249 eren cases i 11 eren apartaments. Dels 241 habitatges principals, 199 estaven ocupats pels seus propietaris, 38 estaven llogats i ocupats pels llogaters i 4 estaven cedits a títol gratuït; 6 tenien dues cambres, 24 en tenien tres, 82 en tenien quatre i 130 en tenien cinc o més. 205 habitatges disposaven pel capbaix d'una plaça de pàrquing. A 125 habitatges hi havia un automòbil i a 95 n'hi havia dos o més.

### Piràmide de població
La piràmide de població per edats i sexe el 2009 era:
| Homes | Edats   | Dones |
| ----- | ------- | ----- |
| 0     | 95 o +  | 0     |
| 0     | 90 a 94 | 0     |
| 4     | 85 a 89 | 4     |
| 4     | 80 a 84 | 4     |
| 12    | 75 a 79 | 4     |
| 12    | 70 a 74 | 12    |
| 20    | 65 a 69 | 8     |
| 16    | 60 a 64 | 8     |
| 24    | 55 a 59 | 24    |
| 36    | 50 a 54 | 28    |
| 28    | 45 a 49 | 32    |
| 32    | 40 a 44 | 24    |
| 24    | 35 a 39 | 20    |
| 16    | 30 a 34 | 4     |
| 12    | 25 a 29 | 24    |
| 24    | 20 a 24 | 20    |
| 44    | 15 a 19 | 20    |
| 4     | 10 a 14 | 24    |
| 16    | 5 a 9   | 16    |
| 12    | 0 a 4   | 12    |

## Economia
El 2007 la població en edat de treballar era de 365 persones, 264 eren actives i 101 eren inactives. De les 264 persones actives 242 estaven ocupades (136 homes i 106 dones) i 22 estaven aturades (8 homes i 14 dones). De les 101 persones inactives 52 estaven jubilades, 20 estaven estudiant i 29 estaven classificades com a «altres inactius».

### Ingressos
El 2009 a Humes-Jorquenay hi havia 247 unitats fiscals que integraven 612 persones, la mediana anual d'ingressos fiscals per persona era de 17.428 €.

### Activitats econòmiques
Dels 12 establiments que hi havia el 2007, 1 era d'una empresa de fabricació d'altres productes industrials, 4 d'empreses de construcció, 3 d'empreses de comerç i reparació d'automòbils, 2 d'empreses de transport, 1 d'una empresa de serveis i 1 d'una entitat de l'administració pública.
Dels 3 establiments de servei als particulars que hi havia el 2009, 2 eren fusteries i 1 electricista.
L'any 2000 a Humes-Jorquenay hi havia 7 explotacions agrícoles.

## Equipaments sanitaris i escolars
El 2009 hi havia 1 escola maternal integrada dins d'un grup escolar amb les comunes properes formant una escola dispersa i 1 escola elemental integrada dins d'un grup escolar amb les comunes properes formant una escola dispersa.

## Poblacions més properes
El següent diagrama mostra les poblacions més properes.